# Paspalum saugetii
Paspalum saugetii är en gräsart som beskrevs av Mary Agnes Chase och Erik Leonard Ekman. Paspalum saugetii ingår i släktet tvillinghirser, och familjen gräs. Inga underarter finns listade i Catalogue of Life.